# Peresvet (stad)
Peresvet (Russisch: Пересвет) is een stad in de oblast Moskou, rajon Sergiev Posad, in Rusland, 80 km ten noordoosten van Moskou.

## Geschiedenis
Peresvet werd in 1948 als nieuw stadsdeel van Krasnozavodsk aangelegd. Aanvankelijk heette het Novostrojka, wat letterlijk „Nieuwbouw“ betekent. Aanleiding hiervoor was de oprichting van het onderzoeksinstituut Niichimmasj voor machinebouw en de chemische industrie. Ondertussen speelt het een belangrijke rol in het ruimtevaartprogramma, meer bepaald de rakettenbouw.
In 2000 werd Peresvet afgesplitst van Krasnozavodsk tot een zelfstandige stad. De naam is een aandenken aan Aleksandr Peresvet, een monnik uit het nabijgelegen Drie-eenheidsklooster van Sergiev Posad, die volgens de legende in 1380 in een strijd na de Slag op het Koelikovo-veld gesneuveld is.

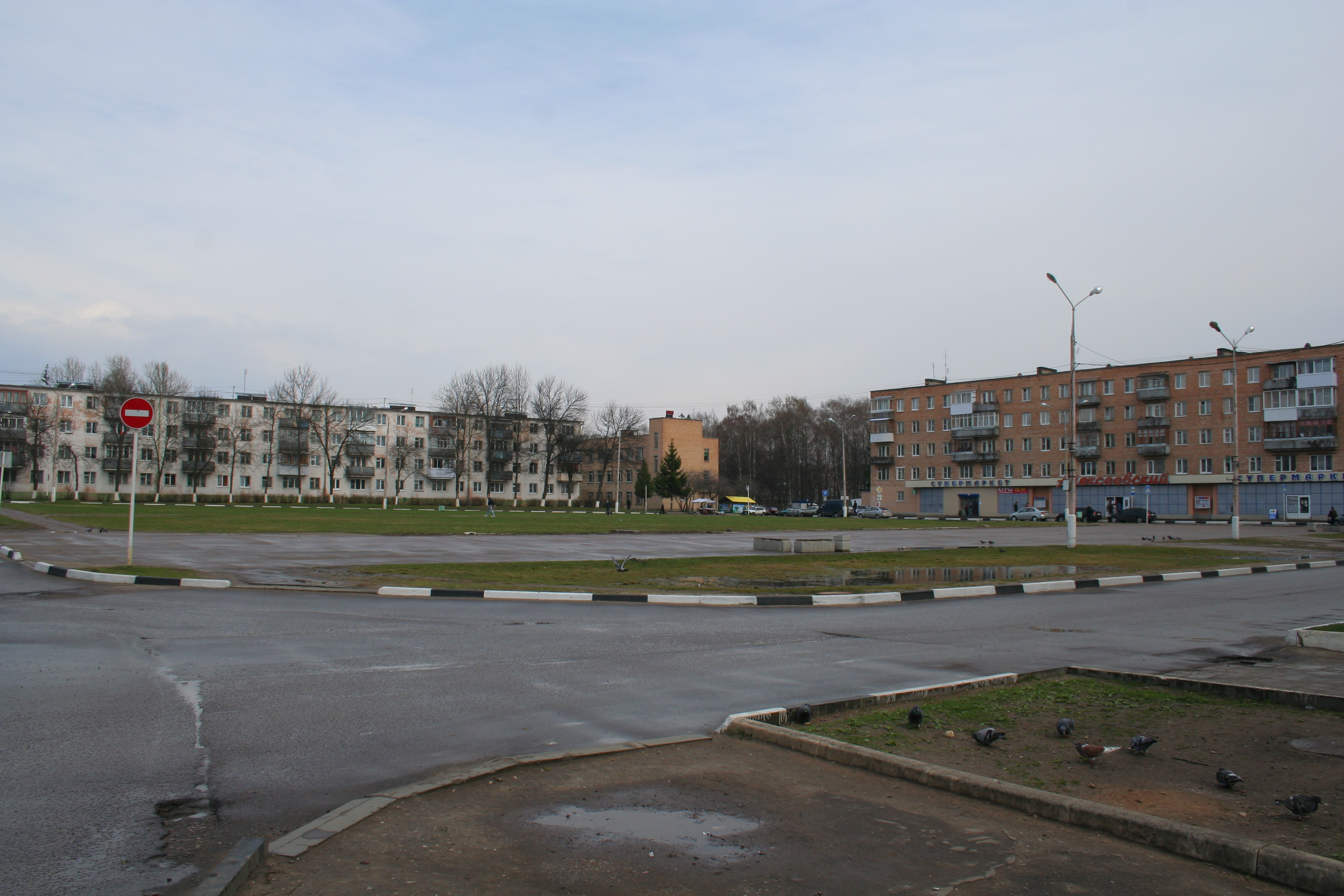
Centraal plein van Pereswet
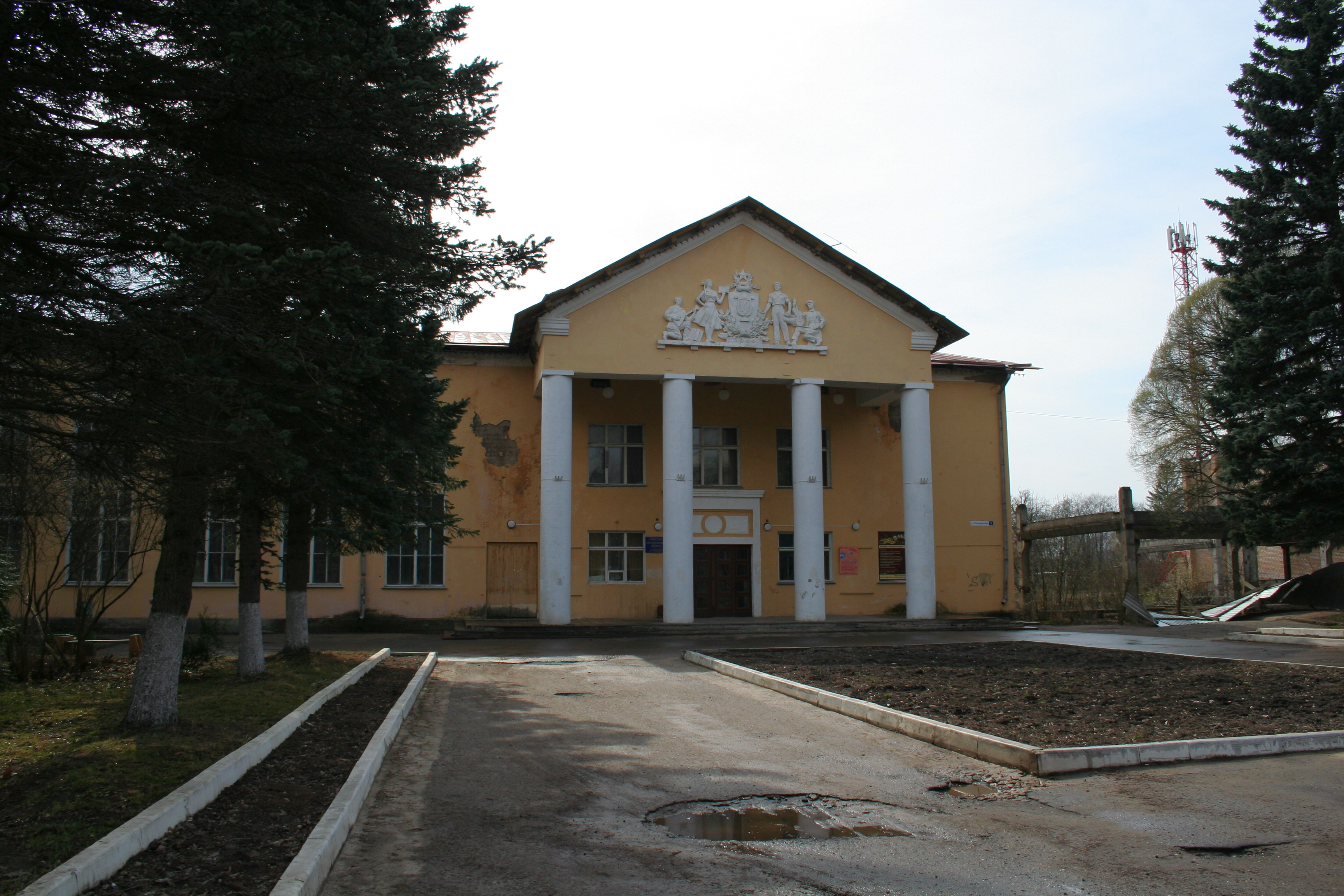
Cultureel Centrum